# Alexander Engelhard
Alexander Karl Engelhard (* 26. September 1972 in Ulm) ist ein deutscher Politiker (CSU). Seit 2021 ist er Mitglied des Deutschen Bundestags.

## Leben
Nach dem Abitur am Technischen Gymnasium in Ulm absolvierte Engelhard eine handwerkliche Lehre zum Müller. Anschließend studierte er an den Fachhochschulen Neu-Ulm und Ulm und erhielt einen Abschluss als Diplom-Wirtschaftsingenieur. 2001 übernahm er den alten Familienbetrieb der Engelhardmühle in Weißenhorn-Attenhofen und baute diese zu einer der ersten Bio-Mühlen Deutschlands um.
Engelhard ist verheiratet und ist Vater von zwei Töchtern. Er ist römisch-katholischer Konfession.

## Politik
Engelhard war von 2002 bis 2014 Mitglied des Stadtrates von Weißenhorn und ist seit 2002 Mitglied im Kreisrat von Neu-Ulm.
Bei der Landtagswahl in Bayern 2003 bewarb er sich erfolglos um ein Mandat.
Bei der Bundestagswahl 2021 kandidierte Engelhard als Direktkandidat im Bundestagswahlkreis Neu-Ulm, nachdem der bisherige CSU-Amtsinhaber Georg Nüßlein nicht erneut antrat. Mit 37,2 % der Erststimmen konnte er das Direktmandat für sich gewinnen. Im Bundestag gehört Engelhard dem Ausschuss für Umwelt, Naturschutz, nukleare Sicherheit und Verbraucherschutz an.
Engelhard hat im Rahmen der veröffentlichungspflichtigen Angaben Nebeneinkünfte von über 2 Millionen Euro seit 2021 angegeben. Damit ist er der nach Sebastian Brehm der Bundestagsabgeordnete mit den zweithöchsten Nebeneinkünften.
Zur Bundestagswahl 2025 kandidierte er erneut im Bundestagswahlkreis Neu-Ulm und erzielte dort 42,5 Prozent der Erststimmen und somit das Direktmandat. Im 21. Deutschen Bundestag ist er ordentliches Mitglied im Ausschuss für Umwelt, Klimaschutz, Naturschutz und nukleare Sicherheit sowie im Ausschuss für Landwirtschaft, Ernährung und Heimat.